# Paratropes seabrai
Paratropes seabrai är en kackerlacksart som beskrevs av Rocha e Silva och Aguiar 1978. Paratropes seabrai ingår i släktet Paratropes och familjen småkackerlackor. Inga underarter finns listade i Catalogue of Life.